# Development Genes and Evolution
Development Genes and Evolution is een internationaal, aan collegiale toetsing onderworpen wetenschappelijk tijdschrift op het gebied van de celbiologie, ontwikkelingsbiologie en evolutiebiologie. De naam wordt in literatuurverwijzingen meestal afgekort tot Dev. Gene. Evol. Het wordt uitgegeven door Springer Science+Business Media en verschijnt maandelijks.
Het tijdschrift is opgericht in 1894 onder de naam Archiv für Entwickelungsmechanik der Organismen De eerste hoofdredacteur was Wilhelm Roux. Na Roux' overlijden in 1924 werd het omgedoopt in Wilhelm Roux’ Archiv für Entwicklungsmechanik der Organismen. Redakteuren waren achtereenvolgens Benno Romeis (van 1925 tot 1967), Hans Spemann (van 1925 tot 1941), Walther Vogt (van 1925 tot 1941), Otto Mangold (van 1942 tot 1944), Alfred Kühn (van 1947 tot 1967), en Gerhard Krause (1968-1979).
In 1975 werd de naam Wilhelm Roux’ Archives of Developmental Biology; in 1985 Roux’ Archives of Developmental Biology, in 1996 Development Genes and Evolution. Sinds 2004 is Volker Hartenstein (Universiteit van Californië - Los Angeles) hoofdredacteur.
Oorspronkelijk was het tijdschrift Duitstalig. Later werden ook Franstalige en Engelstalige artikelen geplaatst. Anno 2012 is het tijdschrift geheel Engelstalig.